# Properdin
Properdin (faktor P) je gamaglobulin složený z mnoha stejných podjednotek s vlastním místem vázajícím ligand. Nachází se v séru živočichů a je jediným známým pozitivním regulátorem aktivace komplementu.
Nativní properdin se vyskytuje ve fixovaném poměru 22:52:28 v "head-to-tail" dimerech, trimerech a tetramerech.

## Umístění genu na chromozomu
Gen pro properdin se u lidí nachází na X-chromozómu. 

## Funkce
Properdin stabilizuje alternativní konvertasy (C3bBb), podporuje asociaci C3b fragmentu s faktorem B. Váže se na již preformovanou C3 konvertasu alternativní cesty. Jedinci s deficitem properdinu jsou citliví na zánětlivé infekce. Properdin prostřednictvím komplementového faktoru I inhibuje štěpení C3b zprostředkované faktorem H. 